# Asquenazites
Els asquenazites (hebreu: אַשְׁכֲּנָזִים, en alfabet fonètic internacional: plural- [ˌaʃkənaˈzim], singular- [ˌaʃkənaˈzi]; transcrit al català: plural- aixkenazim, singular- aixkenazí; anglès: Ashkenazim; alemany: Aschkenasim; ucraïnès: Ашкена́зі, transcrit: Aixkenazi; rus: Ашкена́зы, transcrit: Aixkenazy; etc. També es diuen יְהוּדֵי אַשְׁכֲּנָז, Yehudé Aixkenaz, "els jueus d'Aixkenaz") són els jueus descendents de les comunitats de la Renània a l'oest d'Alemanya. Aixquenaz és el nom hebreu de la regió, de manera que els asquenazites serien, literalment, els «jueus alemanys».
Entre els segles x i xix molts asquenazites van emigrar, majoritàriament cap a l'est d'Europa, formant comunitats de parla germànica on no se'n parlava. Es van establir en llocs d'Hongria, Polònia, Ucraïna, Belarús, Lituània, Rússia i altres àrees d'Europa Oriental, i hi van implantar l'ídix, una llengua germànica jueva derivada de l'alemany medieval. En aquestes zones també s'hi parlaven, minoritàriament el judeofrancès i el judeotxec. Entre els segles xix i xx hi va haver una forta emigració asquenazita cap els Estats Units i s'hi van establir també comunitats de parla ídix. Amb l'establiment de l'estat d'Israel moltes famílies asquenazites s'hi van establir i hi van constituir el grup majoritari de la població.
Al segle xi només el 3% de la població jueva del món era asquenazita. El 1931, el 92% dels jueus eren asquenazites, i actualment representen el 80% de la població jueva de tot el món.

## Asquenazites i l'Holocaust
Dels 8,8 milions de jueus que s´estimava que vivien a Europa al començament de la Segona Guerra Mundial, la majoria dels quals eren asquenazites, aproximadament 6 milions van ser sistemàticament assassinats a l'Holocaust.

## Asquenazites a Israel
Els asquenazites constitueixen el grup més nombrós entre els jueus d'Israel (3 milions).

## Asquenazites als EUA
Als Estats Units hi ha la comunitat més gran d'asquenazites del món (6 milions). La comunitat més nombrosa és a Nova York.